# Henryk Chrul
Henryk Chrul (ur. 12 października 1918  w Podubnie, powiat Nowogródek, zm. 3 listopada 1989 w Rzepinie) – kapral Wojska Polskiego II RP, członek załogi i obrońca Wojskowej Składnicy Tranzytowej na Westerplatte w wojnie obronnej 1939.

## Życiorys

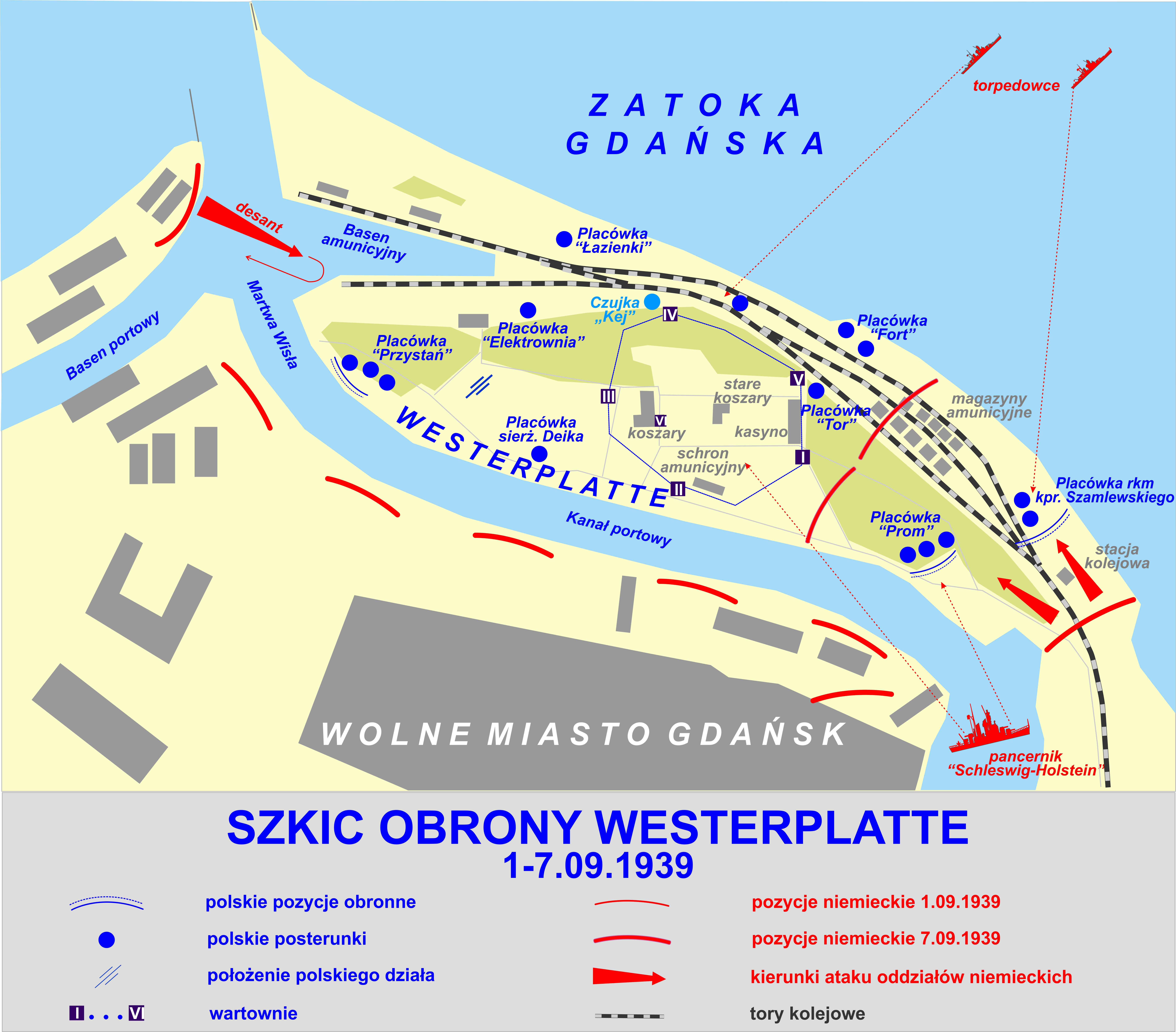
Obrona Westerplatte

Syn Rafała i Aleksandry z Chreptowiczów. Miał dwóch braci i jedną siostrę. Po ukończeniu czterech klas gimnazjum w Lidzie 1 września 1932 wstąpił do Szkoły Podoficerskiej Piechoty dla Małoletnich w Śremie. 12 października 1935 wcielony do 2 pułku piechoty Legionów w Sandomierzu, jako dowódca drużyny szkolnej w stopniu kaprala. 11 listopada 1936 odkomenderowany do I batalionu detaszowanego w Staszowie. Pełniąc służbę wojskową nadal uczył się. Maturę uzyskał w 1938. Jako wyróżniający się podoficer został wyznaczony do służby na Westerplatte. Wyjechał z pierwszym rzutem żołnierzy 2 Dywizji Piechoty Legionów z Kielc 16 marca. Na Westerplatte dotarł dzień później. W czasie obrony był dowódcą placówki „Łazienki". W nocy z 31 na 1 września służba przebiegała wg regulaminu. Czujki były zmieniane systematycznie, co pozwalało wypocząć na zmianę części załogi, która spała na podłodze w schronu amunicyjnego nr 19. Z placówki zauważono ruchy pancernika Schleswig-Holstein oraz Chrul otrzymał taką informację z wartowni nr 4.  Z pierwszym wystrzałem pancernika obsada placówki „Łazienki” na komendę kpr. Chrula wybiegła ze schronu amunicyjnego nr 19 na swoje stanowisko na wale, do którego mieli kilka metrów. Chrul wybiegł jako ostatni sprawdzając czy nikt nie został w schronie-magazynie. Mat Franciszek Bartoszak pobiegł na swoje stanowisko obserwacyjne na wydmie nad morzem. 4 września Chrul dotarł do koszar, aby otrzymać rozkazy i zorientować się w sytuacji. W czaje walk został ranny i kontuzjowany. Po kapitulacji dostał się do niewoli w Prusach Wschodnich, przebywając do końca wojny w Stalagu I A.
Po wyzwoleniu powrócił do kraju wiosną 1945. Ponieważ miejsce przedwojennego zamieszkania nie leżało już w granicach państwa polskiego, osiadł na Ziemiach Odzyskanych w Rzepinie, gdzie w transporcie repatriacyjnym odnalazł swą rodzinę. Jako repatriant był zarejestrowany w urzędzie w Poznaniu pod nr 21552. Od 1945 do 1950 r. pracował w gospodarstwie rolnym u rodziców. Od 1 lutego 1950 do 30 kwietnia 1951 – w Polskich Zakładach Zbożowych jako zastępca kierownika delegatury, w latach 1951–1955 jako księgowy w Państwowej Centrali Drzewa „Paged” w Rzepinie. Od 1 października 1955 do 28 lutego 1959 był starszym księgowym w rejonie Lasów Państwowych w Ośnie Lubuskim. Od 1959 kierownikiem referatu gospodarczego a następnie naczelnikiem Działu Ogólnego w Urzędzie Celnym w Rzepinie, skąd odszedł na emeryturę, 1 maja 1979. Rentę inwalidy wojennego otrzymał w 1980. Mieszkał w Rzepinie przy ul. Bohaterów Radzieckich (obecnie Bohaterów Westerplatte).
Oprócz pracy zawodowej udzielał się społecznie. Był członkiem Komisji Porządku Publicznego przy Prezydium Powiatowej Rady Narodowej w Słubicach, Przewodniczącym Komisji Rewizyjnej przy Rejonie Lasów Państwowych w Ośnie Lubuskim, radnym członkiem Komisji Zdrowia, Zatrudnienia i Pomocy Społecznej przy PMRN w Rzepinie oraz członkiem Komisji Rewizyjnej Zarządu Okręgu ZBoWiD w Zielonej Górze.
Ożenił się z Anielą. Miał córkę Grażynę (1959) która ukończyła Pomaturalne Studium Turystyczne w Zielonej Górze, i syna Kazimierza ukończył Technikum Ekonomiczne w Ośnie Lubuskim. Doczekał się trójki wnuków i jednej wnuczki.
Zmarł 3 listopada 1989 r. Został pochowany na Cmentarzu Komunalnym w Rzepinie.

## Odznaczenia
- Srebrny Krzyż Orderu Virtuti Militari (1990)
- Krzyż Kawalerski Orderu Odrodzenia Polski (1960)
- Krzyż Walecznych (1960)
- Złoty Krzyż Zasługi
- Odznaka Grunwaldzka (1960)
- Brązowy Medal „Zasłużonym na Polu Chwały”
- Medal „Za udział w Wojnie Obronnej 1939" (1982)